# 위구르 국민주의
위구르 국민주의 또는 위구르 민족주의는 중앙아시아인인 위구르족의 국민주의나 민족주의로, 중국의 소수 민족인 위구르족이 별개의 국가임을 주장하는 민족주의 운동이다.
위구르족은 인종적이나 종교, 문화에서 한족을 위시한 황인종 중국인과 차이가 크며, 대부분 중국 서부에 위치한 성급 자치구인 신장에 집중되어 있다. 이들은 터키어를 사용하며 대부분 수니파 이슬람교를 고수하고 있다. 신장 독립운동과 연관이 있으며, 사람에 따라 추구하는 위구르 국민국가(민족국가)의 영역에도 다소 차이가 있다.

## 위구르족
위구르족은 중앙아시아와 동아시아의 일반적인 지역에서 기원하고 문화적으로 소속된 소수 튀르크 민족이다. 그들은 특히 중국 신장 위구르 자치구에서 발견될 수 있는 타림 분지를 포함하는 타클라마칸 사막과 밀접하게 연결되어 있다.
위구르의 정체성은 주로 위구르 민족주의에 의해 형성된다. 위구르 민족주의는 위구르의 정체성에 비해 정치에 더 강하게 기반을 둔 이념적 사고방식이다. 위구르족의 정체성이 문화적 전통, 관습과 더 밀접하게 연관되어 있다면 위구르 민족주의는 동튀르키스탄 독립운동과 위구르족의 정체성에 대한 더 적극적인 표현과 연관되어 있다. 위구르 민족주의의 반대는 중국 민족주의이다.

### 범튀르크 민족주의
범튀르크 자디드들과 동튀르크계 독립운동가 무함마드 아민 부그라와 마수드 사브리는 소련과 중국의 군 지도자 성스차이가 신장의 투르크계 민족에게 "위구르족"이라는 이름을 붙이는 것을 거부했다. 그들은 대신 "튀르크 민족"이라는 이름을 붙이기를 원했다. 마수드 사브리는 후이족 또한 자신의 민족과 구별되는 이슬람교 한족으로 보았다. 특히 "튀르크" 또는 "튀르키"라는 이름은 부그라가 그의 백성들의 진짜 이름으로 요구한 것이었다. 그는 성스차이가 튀르크계 무슬림들을 서로 다른 민족으로 지정한 것이 튀르크계 무슬림들 사이에 불화를 일으킬 수 있다고 비난했다.

## 동튀르키스탄 독립운동
동튀르키스탄 독립운동은 신장 독립운동 또는 위구르족 독립운동이라고 하며, 중국 북서부에 위치한 중국의 크고 인구가 드문 민족자치구인 신장 위구르족 자치구의 독립을 모색하는 정치 운동이다. 중국계(한족) 민족의 혈통보다는 튀르크계가 주를 이루는 위구르족의 고향으로, '신장'이 독립 운동가들에게 식민지 이름으로 인식되기 때문에 이 지역의 이름을 바꾸자는 의견이 큰 지지를 받고 있다. 가장 잘 알려진 이름으로는 "동튀르키스탄" 또는 "위구르스탄" 등이 있다.

## 같이 보기
- 동튀르키스탄
- 신장 독립운동
- 위구리스탄
- 세계 위구르 회의
- 범튀르크주의

1. ↑  ,Wei, C. X. George; Liu, Xiaoyuan (2002), Greenwood. p. 181.
2. ↑  , James Millward (2007)